# Makswel
Makswel (Mx) – jednostka strumienia indukcji magnetycznej w układzie CGS (jednostka przejściowo legalna układu SI). Nazwa makswel pochodzi od nazwiska szkockiego fizyka Jamesa Clerka Maxwella.

## Wymiar makswela
{\displaystyle \mathrm {Mx=Gs\cdot cm^{2}=10^{-8}\,Wb=10^{-8}\,V\cdot s} }